# Pterocryptis indicus
Pterocryptis indicus es una especie de peces de la familia Siluridae en el orden de los Siluriformes.

## Morfología
• Los machos pueden llegar alcanzar los 25,3 cm de longitud total.

## Distribución geográfica
Se encuentra en Arunachal Pradesh (India ).